# 15884 Maspalomas
15884 Maspalomas eller 1997 DJ är en asteroid i huvudbältet som upptäcktes den 27 februari 1997 av den japanska astronomen Naoto Satō vid Chichibu-observatoriet. Den är uppkallad efter Maspalomas på ön Gran Canaria.
Den tillhör asteroidgruppen Vesta.